# Performance Enhancement Proxy
Ein Performance Enhancement Proxy-Server oder Performance Enhancing Proxy (PEP), zu deutsch etwa Proxyserver zur Leistungssteigerung, ist ein Proxyserver, der TCP auf der Transportebene beschleunigt, wenn Internet-Dienste über Satellitenverbindungen vermittelt werden.

Mechanismus eines verteilten Split-PEPs auf der Protokollschicht (TCP)

TCP ist auf Störsicherheit ausgelegt und verbindungsorientiert. Versand und Größe der Datenpakete hängen von der Reaktion des Empfängers ab. Für Vermittlung über Satellitenfunkstrecken ist es ungeeignet. Die Signallaufzeiten verursachen lange Latenzzeiten, bis eine Rückmeldung des Empfängers vorliegt. Andererseits ist die Leitungsqualität so gut, dass auf eine Bestätigung des Empfängers verzichtet werden könnte.
Ein PEP schickt Antworten an den Sender, die vom Empfänger stammen könnten. Er greift in TCP ein und verändert die Header entsprechend. Gleichzeitig signalisiert er eine hohe Leistungsqualität, um größere Datenpakete anzufordern. Die Antworten veranlassen den Sender, weitere Datenpakete zu schicken, obwohl sich der Empfänger gar nicht gemeldet hat. Zusammen mit dem zweiten Server auf der Gegenseite des Satelliten übernehmen die PEP den Datendurchsatz über die Funkstrecke und sorgen dafür, dass die Verbindung für Sender und Empfänger als normale TCP/IP-Verbindung erscheint.
Verschlüsselte Daten wie zum Beispiel bei IPsec-VPN, die sich auch auf den TCP-Header erstrecken, kann ein PEP nicht beschleunigen. Ein Ausweg ist, die Verschlüsselung auf die Nutzdaten zu beschränken und den TCP/IP Header nicht mit einzubeziehen (SLE Selective Layer Encryption / Application Layer Security). Eine andere Lösung verlegt den PEP vor den VPN-Server, wobei aber die Verbindungsstrecke PEP-VPN Angriffen ausgesetzt sein könnte. Die Verfahren sind nicht standardisiert und sind teilweise durch Patente geschützt.
Bei DVB-S kommen die Protokolle Unidirectional Lightweight Encapsulation (ULE) und Generic Stream Encapsulation (GSE) zum Einsatz, um auf der Vermittlungsebene IP-Datenpakete zu kapseln und dadurch die Datenheader zu verkleinern.